# 스니나구

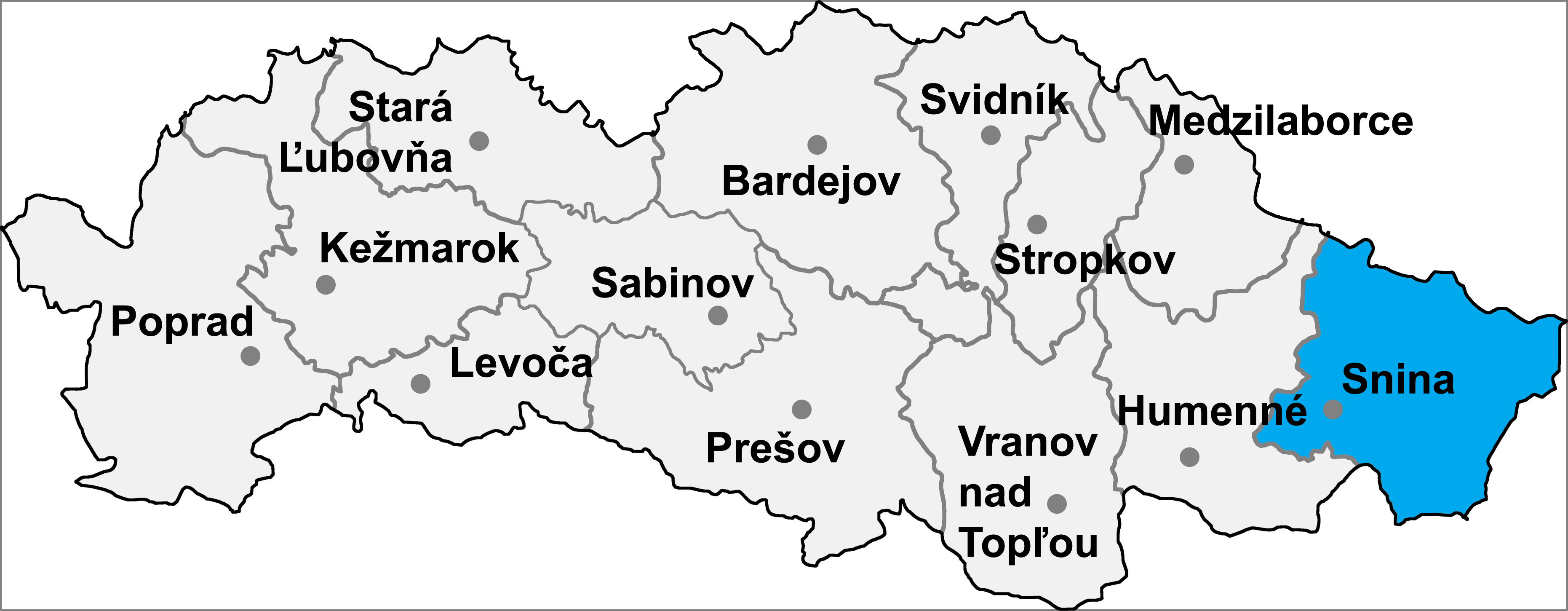
스니나구의 위치

스니나구(슬로바키아어: Okres Snina)는 슬로바키아 프레쇼우주를 구성하는 13개 구 가운데 하나로 행정 중심지는 스니나이며 면적은 804.74km2, 인구는 37,451명(2014년 기준), 인구 밀도는 46.54명/km2이다.
프레쇼우주 동부에 위치하며 34개 지방 자치체(1개 시, 33개 마을)를 관할한다. 북쪽으로는 폴란드, 동쪽으로는 우크라이나와 국경을 접하며 남쪽으로는 코시체주 소브란체구, 서쪽으로는 후멘네구와 접한다.